# Jour de fête (film)
Pour les articles homonymes, voir Jour de fête.
Pour plus de détails, voir Fiche technique et Distribution.
Jour de fête est un film français réalisé par Jacques Tati, sorti en 1949.

## Synopsis
Un petit village berrichon prépare sa fête annuelle. Les enfants regardent, enthousiastes, les forains monter leurs manèges sur la place. Au cinéma ambulant, François, le facteur, assiste à la projection d'un film sur la pratique ultra-moderne du métier de postier en Amérique. Vexé, il entreprend de montrer qu'il peut, lui aussi, boucler sa tournée en un temps record. Une fois la fête finie, le calme revient dans le village et la vie reprend son cours ordinaire.

## Fiche technique
- Titre : Jour de fête
- Réalisation : Jacques Tati
- Scénario : Jacques Tati, Henri Marquet et René Wheeler
- Dialogues : Jacques Tati, Henri Marquet et René Wheeler
- Photographie : Jacques Mercanton, Jacques Sauvageot[1]
- Cadreurs : Marcel Franchi, Jean Mousselle
- Montage : Marcel Moreau
- Musique : Jean Yatove
- Décors : René Moulaert
- Costumes : Jacques Cottin
- Son : Jacques Maumont
- Scripte : Lydie Noël
- Producteurs : Fred Orain, André Paulvé
- Sociétés de production : Francinex, Cady-Film
- Société de distribution : Francinex,  Arthur Mayer-Edward Kingsley (États-Unis)
- Tournage : du 13 mai 1947 au 15 novembre 1947
- Lieux de tournage : Sainte-Sévère-sur-Indre, Marçais,  Charleval (Bouches-du-Rhône) et Paris IXe pour certaines scènes d'intérieur[2].
- Pays d'origine : France
- Langue : français
- Format : Noir et blanc — 35 mm — 1,37:1 — Son : Mono
- Genre : Comédie
- Durée : 79 minutes (1 h 19)
- Date de sortie : 
  - France : 11 mai 1949 (Paris)
- Numéro de visa : 7522 délivré le 16 février 1949
- Affiche : René Péron (France)

## Distribution
- Jacques Tati : François le facteur
- Paul Frankeur : Marcel, un forain
- Guy Decomble : Roger, un forain
- Santa Relli : la femme de Roger
- Maine Vallée : Jeanette
- Roger Rafal : le coiffeur
- Jacques Beauvais : le patron du café Bondu
- Robert Balpo : le châtelain
- Delcassan : la commère
- André Pierdel : L'homme au canotier qui aide à dresser le mat / Le projectionniste
- Henri Marquet : Le boucher
- Jean-Claude Laruelle : L'enfant devant le manège
- Thérèse Raveau : La caissière du cinéma forain
- Thérèse Lassaunière : La jeune femme au chapeau sur une carriole
- Gisèle Lamy : Une jeune fille se rendant à la fête
- Madame Vilatte : Une fermière
- Valy : Édith
- Micheline Tati-Winter
- Les habitants de Sainte-Sévère-sur-Indre

## Récompenses et distinctions
- 1949 : Prix du meilleur scénario à la Mostra de Venise
- 1950 : Grand prix du cinéma français

## Galerie de photos

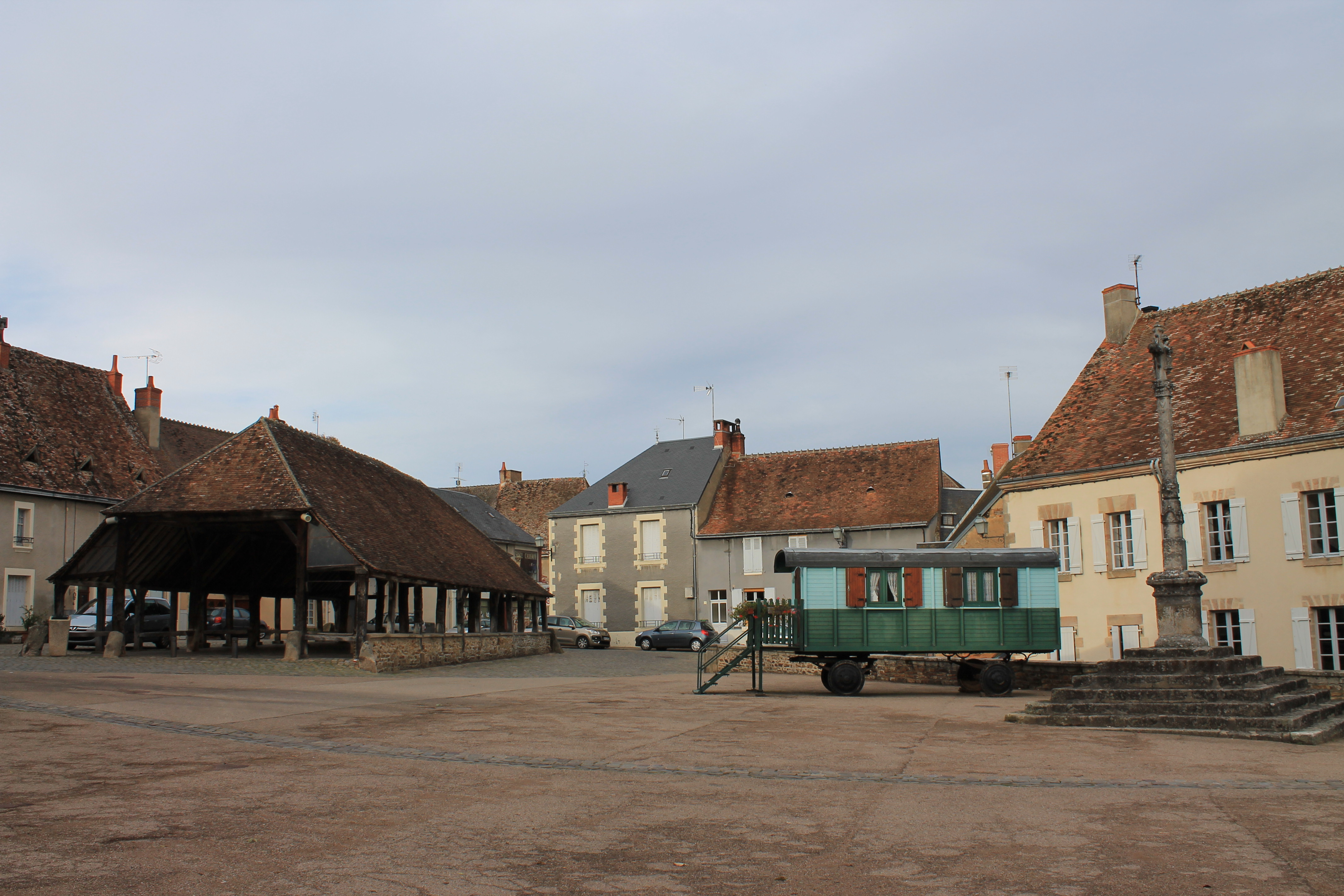
Saint-Sévère (Indre), Lieu du tournage du film
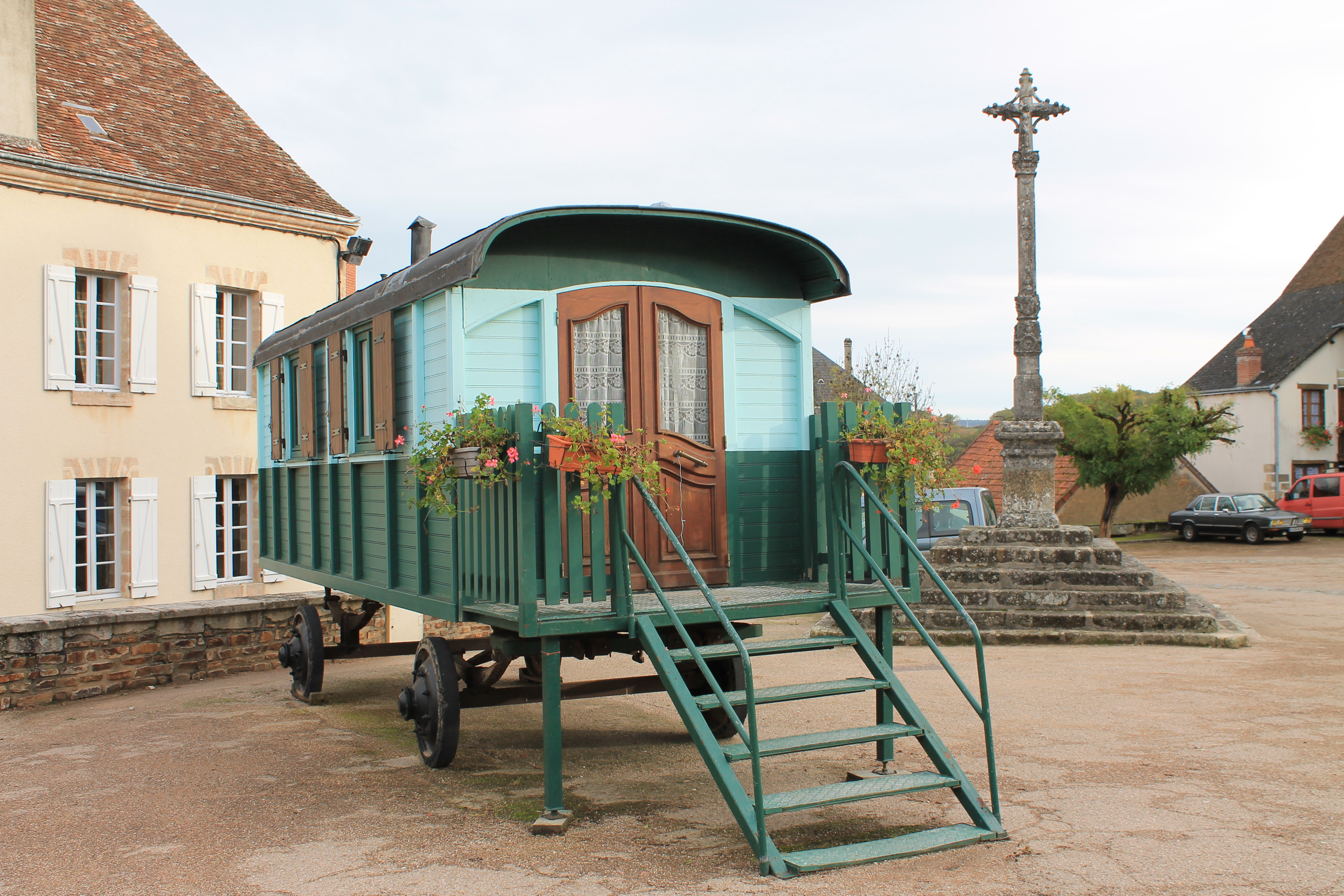
Saint-Sévère (Indre), Lieu du tournage du film
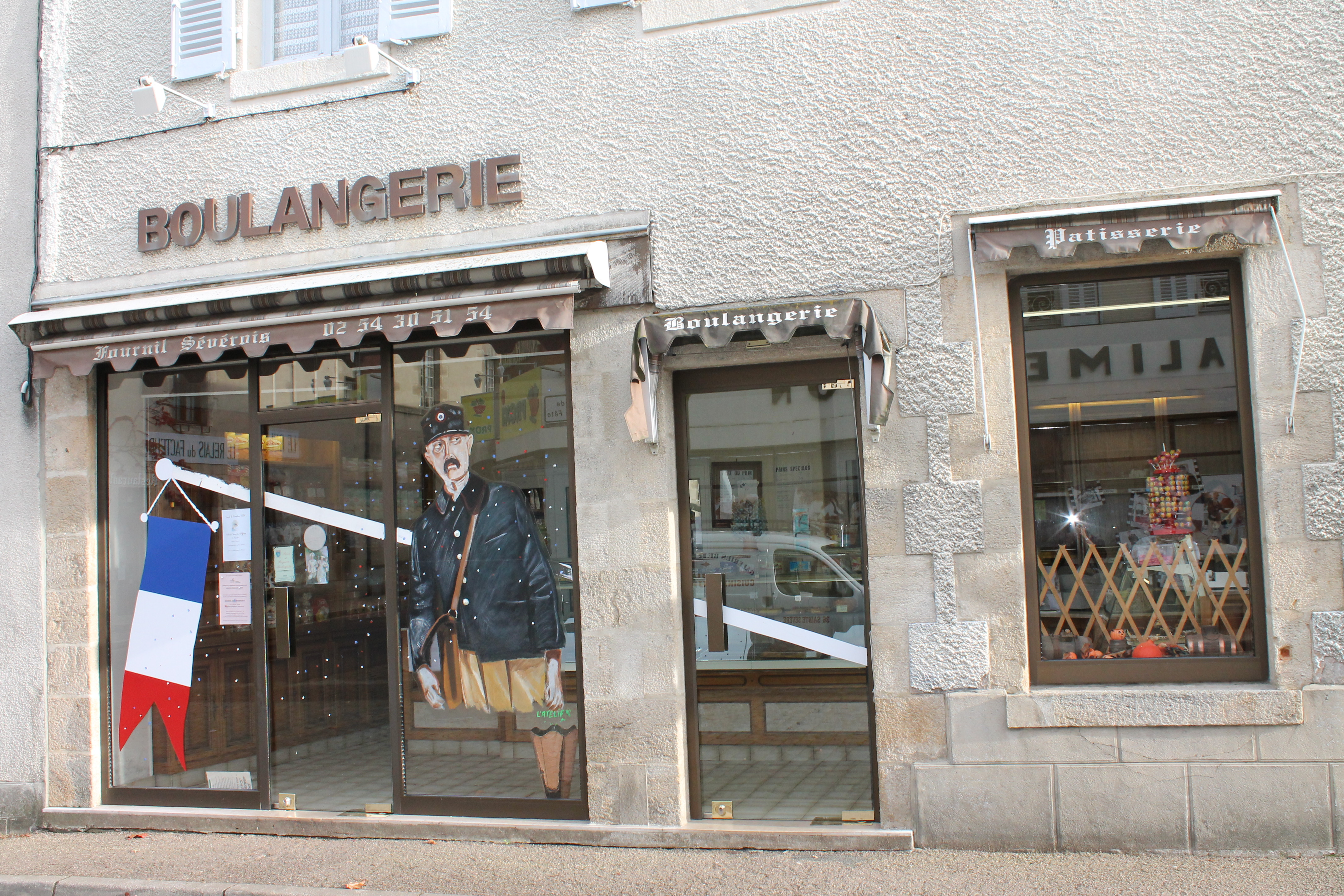
Saint-Sévère (Indre), Lieu du tournage du film
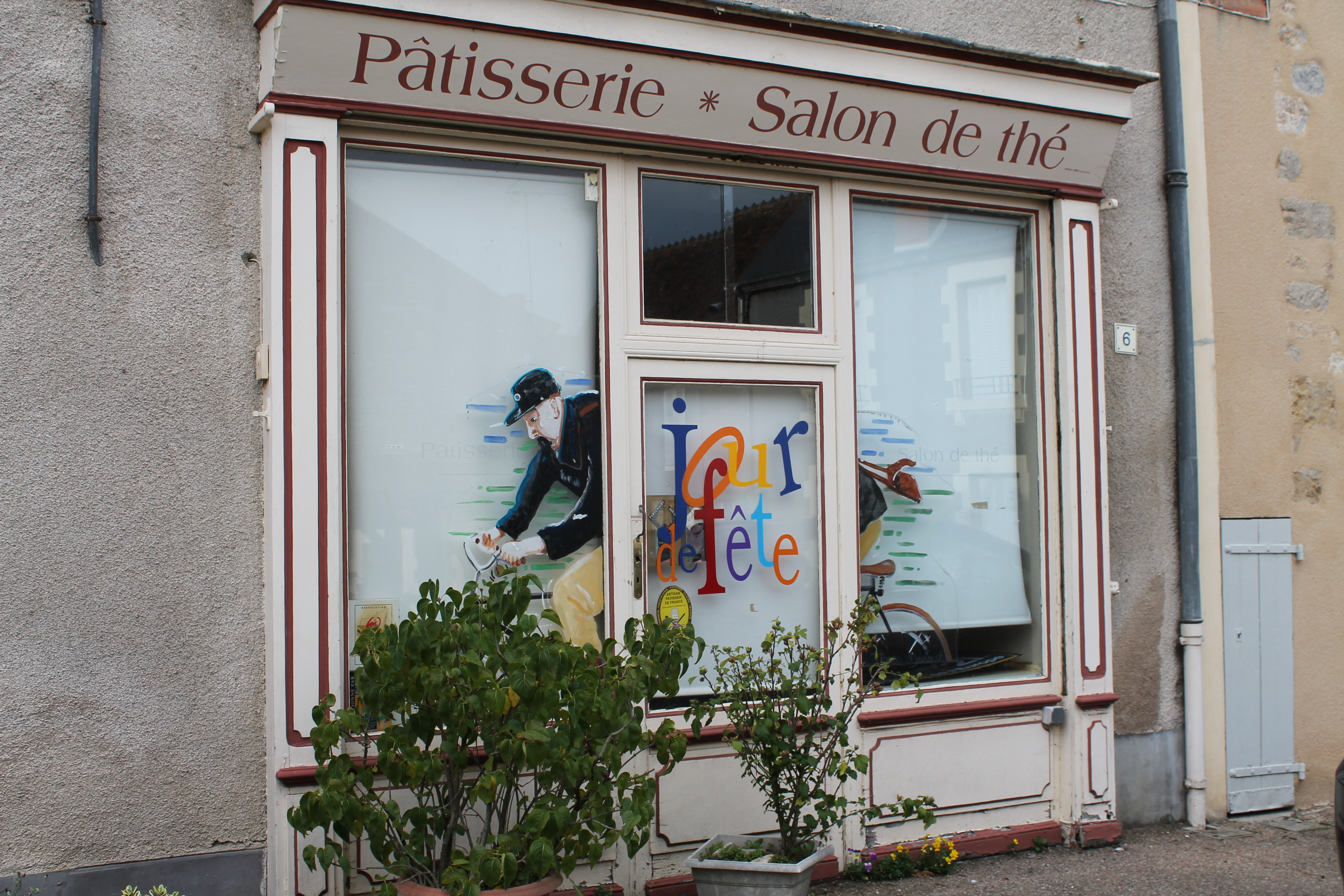
Saint-Sévère (Indre), Lieu du tournage du film
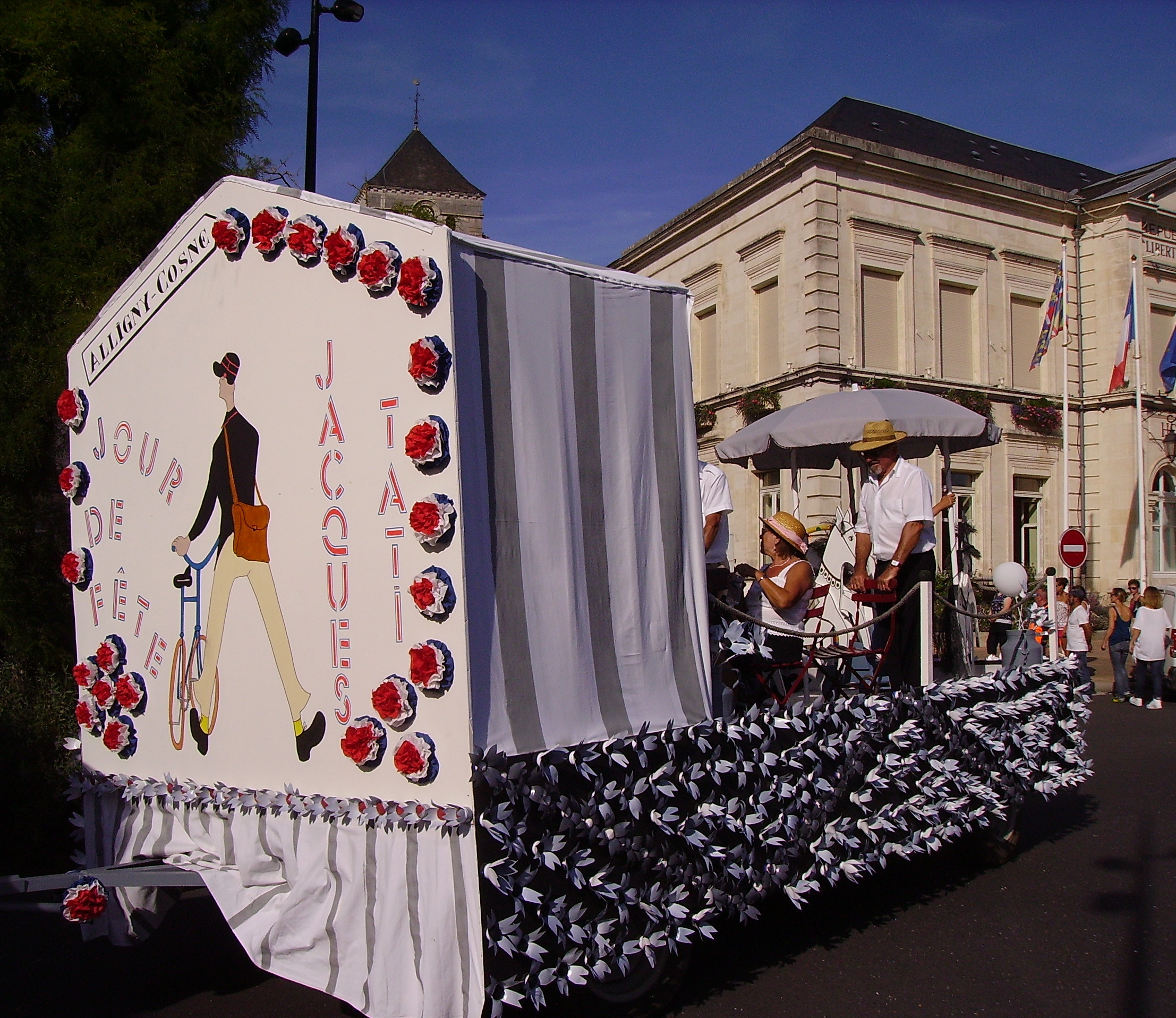
Un char inspiré du film

## Autour du film
- Jacques Tati et son collaborateur et ami Henri Marquet se réfugient, vers 1943, dans une ferme aux environs de Sainte-Sévère-sur-Indre, où ils passent plusieurs mois. C'est dans cette localité qu'il connaît donc bien que Tati tournera Jour de fête, en 1947.
- Dans le court métrage L'École des facteurs (1947, 13 minutes), Tati avait créé le personnage de François le facteur, repris dans Jour de fête.
- Jour de fête aurait dû être un des premiers films français en couleur de l'après-guerre, avec Le Mariage de Ramuntcho (1947) de Max de Vaucorbeil, tourné avec des stocks d'Agfacolor récupérés après la Libération, et La Belle Meunière de Marcel Pagnol (procédé additif Rouxcolor). La société Thomson-Houston avait proposé à Tati d'utiliser un nouveau procédé, baptisé Thomsoncolor, pour lequel elle fournissait pellicule et assistance technique. À l'époque, le procédé Technicolor n'était pas encore utilisé en France, le seul laboratoire européen se trouvait en Grande-Bretagne, et le coût élevé du procédé était très au-delà des possibilités financières des productions françaises dans la pénurie de l'après-guerre.
- Tati et son producteur Fred Orain acceptèrent donc l'offre de Thomson, mais sur les conseils du chef opérateur Jacques Mercanton, les prises de vue en couleur furent « doublées » avec des prises simultanées en noir et blanc, ce qui sauva le film, puisque Thomson s'avéra incapable de tirer des copies couleur d'après le matériel original. Ce procédé additif utilisait une pellicule gaufrée, l'optique de la caméra était équipée d'un filtre rouge-vert-bleu qui assurait une sélection trichrome sous forme d'un réseau ligné derrière le gaufrage.
- Certains plans ont été tournés à Charleval (Bouches-du-Rhône). Tati était de passage avec son équipe, certains anciens là-bas s'en souviennent encore, il y a tourné la scène du plongeon dans le canal (de Marseille en fait), les débats avec le mulet autour de la carriole, la livraison des pâtisseries. Pour la scène de la gare, c'est celle de Marçais, non loin de Sainte-Sévère-sur-Indre, qui a été utilisée. Son nom apparaît sur le bâtiment.
- Le film sortit à Paris en 1949 et rencontra le succès. Mais Tati regretta toujours de ne pas pouvoir présenter son œuvre en couleur. Il avait pris soin lors du tournage de faire peindre les portes des maisons en gris et d'habiller les villageois de couleurs sombres. Il comptait ainsi mettre en évidence l'arrivée des forains, qui apportaient gaité et couleur dans le village. C'est probablement cet échec technique qui le poussa à imaginer une autre solution. En 1961, à la demande de Bruno Coquatrix, il présente Jour de fête à l'Olympia, un spectacle combinant des scènes de music-hall et la projection d'extraits de son film. À cette occasion, certaines scènes sont partiellement coloriées par un procédé dit au pochoir.
- Cette expérience l'encourage à ressortir une nouvelle version du film, comportant des inserts de couleurs, sortie au cinéma L'Arlequin en 1964. Des séquences sont tournées de nouveau, elles comportent un nouveau personnage : un peintre qui fait office de narrateur, et justifie l'arrivée de la couleur dans le film. La bande sonore est entièrement réenregistrée sur bande magnétique.
- L'histoire ne s'arrête pas là. En 1988, Sophie Tatischeff, monteuse et fille de Jacques Tati, et François Ede, chef opérateur, entament un minutieux travail de restauration et de montage à partir du matériel original qui avait été conservé. Le système optique qui permet d'obtenir la restitution des couleurs est reconstitué, et permet, plus de quarante ans après le tournage, de retrouver le film en couleurs. La restauration de cette version inédite est présentée le 11 janvier 1995, en ouverture de la célébration du centenaire du cinéma. La version originale couleur, jamais vue par Jacques Tati lui-même, a été reconstituée dans l’esprit de son réalisateur et telle qu’il l’avait toujours souhaité…
- Sainte-Sévère-sur-Indre, 19 juin 1949[3] : « Ce soir, sur la grand-place, on ne projette pas un film sur la poste américaine, mais Jour de fête. Le petit village où Jacques Tati s'est réfugié pendant la guerre et où il a tourné durant tout l'été 1947, retrouve son bientôt immortel facteur. Le procédé Thomsoncolor, expérimenté par Tati sur le tournage, posant trop de difficultés techniques, les villageois se verront et pour longtemps encore, jusqu'en 1995, en noir et blanc. Ce qui n'empêche pas le film d'aller à Venise puis à Cannes et d'y rafler des prix. »
- Jour de fête existe donc dans trois versions différentes :
  - la version originale de 1949 disponible en version restaurée 1080p dans le coffret Jacques Tati L'intégrale (Studiocanal) depuis février 2014 (en DVD et Blu-ray) ;
  - la version de 1964 avec quelques plans nouveaux (présence d'un peintre dans le village), quelques plans coloriés au pochoir, une bande son réenregistrée et plus dynamique. C'est la version noir et blanc la plus connue (disponible en version restaurée 1080p en Blu-ray ainsi qu'en DVD) ;
  - la version en couleurs Thomsoncolor, restaurée de 1995 avec un montage de Sophie Tatischeff, disponible en DVD / Blu-ray dans le coffret Jacques Tati L'intégrale (Studiocanal) en 576p uniquement. Ce choix a probablement été fait de sorte que les lignes verticales du gaufrage de la pellicule d'origine ne soient pas trop visibles. Une version en 1080p est cependant disponible en Blu-ray chez l'éditeur BFI  (BFIB1048). Elle a été réalisée à partir de la sauvegarde numérique transmise aux archives du film. La bande sonore de cette version en couleur a été réalisée à partir de celle de la version de 1964 dont les bandes magnétiques ont été précieusement sauvegardées. Certains plans n'ayant pas été tournés en couleurs, ils ont été colorisés de façon à respecter l'uniformité de l'ensemble.
- Le générique d'ouverture indique que le vélo du facteur est de marque Peugeot, modèle 1911.
- En 1949, Robert Doisneau fait le portrait photographique en pied de Jacques Tati, habillé en tenue de François le facteur, devant un vélo entièrement démonté pièce à pièce.

## Hommages
- Dans le film Les Triplettes de Belleville, les Triplettes regardent Jour de Fête dans leur lit. Une façon pour le réalisateur de rendre hommage à Jacques Tati.
- Un clin d'œil est fait à Jacques Tati à la 38e minute du film Les Vacances de Mr Bean : Mr Bean, sur un vélo d'emprunt, dépasse un peloton de coureurs cyclistes.
- Un autre clin d'œil est fait à Jacques Tati dans le film L'Incroyable Histoire du facteur Cheval dans lequel Jacques Gamblin s'amuse sur un vélo à imiter le facteur lors de sa tournée.

### Filmographie
- Jours de fête à Sainte-Sévère, documentaire de Patrick Le Gall, réalisé lors du cinquantième anniversaire du tournage du film de Jacques Tati.